# Unione Sportiva Città di Palermo 2014-2015
Questa voce raccoglie le informazioni riguardanti l'Unione Sportiva Città di Palermo nelle competizioni ufficiali della stagione 2014-2015.

## Stagione
Dopo un solo anno di Serie B, il Palermo torna a giocare in Serie A. Giuseppe Iachini è confermato sulla panchina della squadra, Franco Ceravolo è il nuovo direttore sportivo (annunciato alla fine della stagione precedente) mentre Andrea Cardinaletti è il nuovo amministratore delegato (dall'8 luglio 2014). Il 14 aprile 2015 Ceravolo e Cardinaletti pongono fine al rapporto di collaborazione di comune accordo con la società.
Il ritiro precampionato comincia il 12 luglio a Coccaglio (provincia di Brescia) con due giorni di test fisici. Il 14 luglio c'è il trasferimento a Bad Kleinkirchheim, in Carinzia, con allenamenti dal 15 al 25 luglio. La seconda parte della preparazione è dal 28 luglio al 14 agosto a Storo, in Trentino-Alto Adige. Il 16 settembre si chiude la campagna abbonamenti: le tessere sottoscritte sono state 9.730.

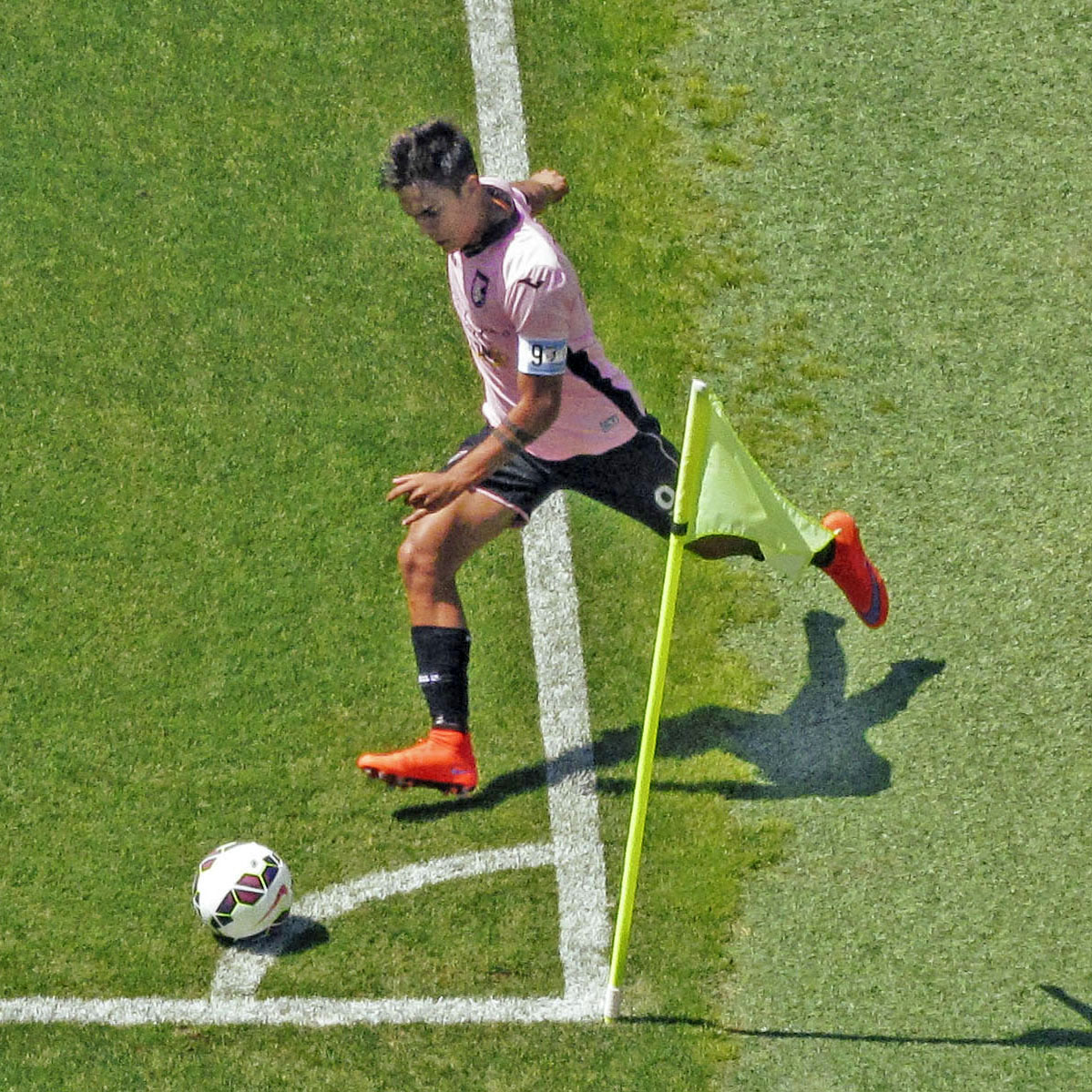
L'argentino Paulo Dybala, capocannoniere stagionale dei rosanero con 13 gol.

Dalla 9ª alla 15ª giornata il Palermo ottiene sette risultati utili consecutivi eguagliando il record della stagione 2009-2010, che viene poi superato con il pareggio per 3-3 contro l'Atalanta nella 16ª giornata. L'anno solare 2015 si apre con il nono risultato utile consecutivo, ossia il 5-0 contro il Cagliari; nella giornata successiva, con la sconfitta per 4-3 contro la Fiorentina in trasferta, tale striscia si interrompe. Il 14 febbraio 2015 il Palermo batte il Napoli per 3-1, quindi torna alla vittoria il 12 aprile fuori casa contro l'Udinese (3-1, seconda vittoria esterna). Il Palermo, dopo una lotta per l'Europa League, si salva agevolmente con l'undicesimo posto in graduatoria, a quota 49 punti.

## Divise e sponsor
Il 2 luglio 2014 viene ufficializzata la partnership con CharityStars, una piattaforma che mette all'asta oggetti e incontri con personaggi famosi per beneficenza; tale accordo rientra nell'ambito del progetto di responsabilità sociale "Rosanero Cares" voluto da Andrea Zamparini, figlio del presidente. Il giorno successivo viene invece ufficializzato l'accordo di fornitura con la Sport Medical Srl per quanto riguarda i materiali sanitari, i prodotti paramedicali, fisioterapici, riabilitativi e integratori e le attrezzature elettromedicali d'avanguardia. Il 3 luglio viene invece annunciato il nuovo sponsor tecnico per le stagioni 2014-2015, 2015-2016 e 2016-2017: si tratta della spagnola Joma.
L'11 luglio sono state ufficializzate le nuove maglie della Joma, tre per i calciatori di movimento e due per i portieri con possibilità, per questi ultimi, di ulteriori personalizzazioni. Dal punto di vista tecnico, il materiale principale è il poliestere che rende elastica la maglia; le rifiniture sono fatte con la tecnologia DRYMX per favorire la traspirazione, mentre lungo i fianchi è stato usato tessuto con tecnologia MICROMESH SYSTEM. Nella parte frontale della divisa è stato usato il tessuto Jacquard in cui si intravede lo stemma della società. Per quanto riguarda la vestibilità, la maglietta è aderente e presenta il colletto a "V". Per quanto riguarda i dettagli delle livree, la prima è il classico rosanero, in particolare il pantone rosa 189-c, con lo stemma sociale a destra e il logo Joma sulla sinistra; inoltre la parte superiore è ricamata, mentre bordi dorati sono presenti nelle maniche, sul colletto e sui fianchi. La seconda maglia è bianca, con stemma e logo Joma centrali, il primo sotto il secondo; il rosanero è presente sul petto e sul colletto a V. La terza maglia è, per la prima volta nella storia, di colori antracite e arancione, e questa seconda tonalità è presente nel colletto, nelle maniche e nei fianchi; lo stemma sociale, posizionato come sulla prima maglia, per la prima volta non è colorato ma è interamente della stessa tonalità della maglia. Le maglie dei portieri sono di colori fluor turquoise e lime punch, con bordi neri. Sono infine presenti alcuni dettagli come la scritta «Rosa come il dolce, nero come l'amaro, dal 1907 i nostri colori» all'interno del colletto di ogni maglia, un codice QR che consentirà ai possessori della maglia ufficiale di accedere a un'area multimediale riservata e la tecnologia Oeko-Tex 100 Class per nomi e numeri: i primi sono caratterizzati da un bordo dorato in contrasto con il corpo centrale, mentre sui numeri è presente una trama che cambia leggermente colore se colpita dalla luce.
Il 29 luglio il Palermo diventa partner del Master Universitario di I Livello in Strategie per il Business dello Sport, organizzato della Verde Sport (facente parte del Gruppo Benetton) e dall'Università Ca' Foscari di Venezia. Il 12 settembre il Palermo annuncia l'accordo di media partnership per questa stagione con il Corriere dello Sport - Stadio.
Nella partita del 13 dicembre 2014 contro il Sassuolo i giocatori sono scesi in campo con una maglia special edition in cui i numeri sulla schiena erano riempiti con le miniature dei visi di alcuni tifosi: si è trattata di un'idea, inedita in Italia, nata a seguito di una partnership con l'azienda francese Bmyteam.
Dal 19 dicembre e fino a fine stagione la società di scommesse sportive online CBM è un ulteriore sponsor del Palermo.
| 1ª divisa | 2ª divisa | 3ª divisa | 1ª div. portieri | 2ª div. portieri |

## Organigramma societario[16][17]
Area direttiva
- Presidente: Maurizio Zamparini
- Amministratore Delegato: Andrea Cardinaletti, poi nessuno
- Executive Manager: Angelo Baiguera
- Vice Presidente: Guglielmo Micciché, poi carica rimossa
- Direttore operativo: Marcello Galli
- Direttore amministrativo: Daniela De Angeli

Area organizzativa
- Segretario generale: Roberto Felicori
- Segretario Settore Giovanile: Lorenzo Farris
- Delegato alla sicurezza: Antonio Lentini

Area marketing
- Direttore commerciale, marketing e comunicazione: Enrico Busto
- Responsabile biglietteria: Mauro Bellante

Area tecnica
- Direttore sportivo: Franco Ceravolo, poi nessuno
- Responsabile del Settore Giovanile: Dario Baccin, poi diventato "Responsabile dell'Area tecnica"
- Team Manager: Alessio Cracolici
- Allenatore: Giuseppe Iachini
- Allenatore in seconda: Giuseppe Carillo
- Collaboratore tecnico: Fabio Viviani
- Preparatori atletici: Fabrizio Tafani
- Preparatore dei portieri: Franco Paleari
- Recupero infortunati: Alberto Andorlini
- Osservatore: Manuel Gerolin

Area sanitaria
- Responsabile sanitario: Prof. Giuseppe Francavilla
- Medico responsabile: Dott. Cristian Francavilla
- Medico: Dott. Lorenzo Todaro
- Podologo: Dott. Sergio Caruso
- Nutrizionista: Tindaro Bongiovanni
- Fisioterapisti: Francesco Chiarenza, Stefano Gari, Federico Genovesi

## Rosa
| N. |                       | Ruolo | Calciatore            |
| -- | --------------------- | ----- | --------------------- |
| 1  | Kosovo (bandiera)     | P     | Samir Ujkani          |
| 2  | Italia (bandiera)     | D     | Roberto Vitiello      |
| 3  | Italia (bandiera)     | D     | Eros Pisano           |
| 3  | Italia (bandiera)     | D     | Andrea Rispoli        |
| 4  | Slovenia (bandiera)   | D     | Siniša Anđelković     |
| 5  | Serbia (bandiera)     | D     | Milan Milanović       |
| 6  | Argentina (bandiera)  | D     | Ezequiel Muñoz        |
| 7  | Marocco (bandiera)    | D     | Achraf Lazaar         |
| 8  | Paraguay (bandiera)   | C     | Édgar Barreto         |
| 9  | Argentina (bandiera)  | A     | Paulo Dybala          |
| 10 | Uruguay (bandiera)    | A     | Abel Hernández        |
| 10 | Portogallo (bandiera) | A     | João Silva            |
| 11 | Danimarca (bandiera)  | A     | Simon Makienok        |
| 12 | Costa Rica (bandiera) | D     | Giancarlo González    |
| 13 | Brasile (bandiera)    | D     | Emerson Palmieri      |
| 14 | Italia (bandiera)     | C     | Francesco Della Rocca |
| 15 | Italia (bandiera)     | C     | Francesco Bolzoni     |
| 17 | Francia (bandiera)    | C     | Granddi N'Goyi        |
| 18 | Bulgaria (bandiera)   | C     | Ivajlo Čočev          |
| 19 | Italia (bandiera)     | D     | Claudio Terzi         |
| 20 | Italia (bandiera)     | A     | Franco Vázquez        |
| 21 | Svezia (bandiera)     | C     | Robin Quaison         |

| N. |                           | Ruolo | Calciatore             |
| -- | ------------------------- | ----- | ---------------------- |
| 22 | Costa d'Avorio (bandiera) | D     | Souleymane Bamba       |
| 22 | Paraguay (bandiera)       | D     | Danilo Ortíz           |
| 23 | Marocco (bandiera)        | D     | Zouhair Feddal         |
| 25 | Italia (bandiera)         | C     | Enzo Maresca           |
| 27 | Italia (bandiera)         | C     | Luca Rigoni            |
| 28 | Croazia (bandiera)        | C     | Mato Jajalo            |
| 33 | Svizzera (bandiera)       | D     | Fabio Daprelà          |
| 54 | Italia (bandiera)         | A     | Antonino La Gumina     |
| 68 | Italia (bandiera)         | P     | Andrea Fulignati       |
| 70 | Italia (bandiera)         | P     | Stefano Sorrentino     |
| 77 | Guinea-Bissau (bandiera)  | C     | Carlos Embalo          |
| 89 | Svizzera (bandiera)       | D     | Michel Morganella      |
| 90 | Slovenia (bandiera)       | D     | Aljaž Struna           |
| 94 | Italia (bandiera)         | C     | Davide Petermann       |
| 96 | Italia (bandiera)         | A     | Accursio Bentivegna    |
| 99 | Italia (bandiera)         | A     | Andrea Belotti         |
|    | Italia (bandiera)         | D     | Salvatore Aronica      |
|    | Italia (bandiera)         | D     | Andrea Mantovani       |
|    | Italia (bandiera)         | C     | Davide Di Gennaro      |
|    | Uruguay (bandiera)        | C     | Ignacio Lores Varela   |
|    | Uruguay (bandiera)        | A     | Sebastián Sosa Sánchez |

## Calciomercato

### Sessione estiva(dall'1/7 al 2/9)
| Acquisti         | Acquisti                 | Acquisti      | Acquisti      |
| R.               | Nome                     | da            | Modalità      |
| ---------------- | ------------------------ | ------------- | ------------- |
| D                | Souleymane Bamba         |               | svincolato    |
| D                | Emerson Palmieri         | Santos        | prestito      |
| D                | Zouhair Feddal           | Parma         | prestito      |
| D                | Giancarlo González       | Columbus Crew | definitivo    |
| D                | Andrea Mantovani         | Bologna       | fine prestito |
| C                | Ivajlo Čočev             | CSKA Sofia    | definitivo    |
| C                | Francesco Della Rocca    | Bologna       | fine prestito |
| C                | Ignacio Lores Varela     | Bari          | fine prestito |
| C                | Luca Rigoni              | Chievo        | definitivo    |
| C                | Robin Quaison            | AIK           | definitivo    |
| C                | Giulio Sanseverino       | Perugia       | fine prestito |
| A                | João Pedro Pereira Silva | Bari          | definitivo    |
| A                | Simon Makienok           | Brøndby       | definitivo    |
| Altre operazioni |                          |               |               |
| R.               | Nome                     | da            | Modalità      |
| P                | Emiliano Viviano         | Arsenal       | fine prestito |
| D                | Daniel Cappelletti       | Südtirol      | fine prestito |
| D                | Jevrem Kosnic            | Pisa          | fine prestito |
| D                | Carlos Labrín            | Huachipato    | fine prestito |
| D                | Nélson                   | Almería       | fine prestito |
| C                | Alberto Acquadro         | Borgosesia    | prestito      |
| C                | Stefano Cerniglia        | Pergolettese  | fine prestito |
| C                | Nosa Iyobosa Edokpolor   | Alpe Adria    | definitivo    |
| C                | Gianluca Di Chiara       | Catanzaro     | fine prestito |
| C                | Roger Rojas              | Chiasso       | fine prestito |
| C                | Ádám Simon               | Haladás       | fine prestito |
| C                | Francesco Vassallo       | Südtirol      | fine prestito |
| A                | Mauro Bollino            | Pisa          | fine prestito |
| A                | Eric Lanini              | Prato         | fine prestito |
| A                | Agon Mehmeti             | Olhanense     | fine prestito |
| A                | Umberto Nappello         | Forlì         | fine prestito |
| A                | Sebastián Sosa Sánchez   | Senica        | fine prestito |
| A                | Gabriele Zerbo           | Feralpisalò   | fine prestito |

| Cessioni         | Cessioni               | Cessioni            | Cessioni      |
| R.               | Nome                   | a                   | Modalità      |
| ---------------- | ---------------------- | ------------------- | ------------- |
| D                | Aljaž Struna           | Carpi               | prestito      |
| D                | Andrea Mantovani       |                     | rescissione   |
| C                | Armin Bačinovič        |                     | rescissione   |
| C                | Davide Di Gennaro      | Vicenza             | prestito      |
| C                | Carlos Embalo          | Carpi               | prestito      |
| C                | Ignacio Lores Varela   | Vicenza             | prestito      |
| C                | Giulio Sanseverino     | Savoia              | definitivo    |
| C                | Alen Stevanović        | Torino              | fine prestito |
| C                | Gennaro Troianiello    | Bologna             | prestito      |
| C                | Valerio Verre          | Udinese             | fine prestito |
| A                | Abel Hernández         | Hull City           | definitivo    |
| A                | Kyle Lafferty          | Norwich City        | definitivo    |
| A                | Cephas Malele          | Entella             | prestito      |
| Altre operazioni |                        |                     |               |
| R.               | Nome                   | a                   | Modalità      |
| P                | Emiliano Viviano       | Sampdoria           | prestito      |
| D                | Daniel Cappelletti     | Cittadella          | definitivo    |
| D                | Boris Grozdić          | Hajduk Kula         | fine prestito |
| D                | Jevrem Kosnić          | Honvéd              | prestito      |
| D                | Carlos Labrín          | San Marcos de Arica | definitivo    |
| D                | Nélson                 |                     | rescissione   |
| C                | Alberto Acquadro       | Borgosesia          | fine prestito |
| C                | Gianluca Di Chiara     | Catanzaro           | definitivo    |
| C                | Ádám Simon             |                     | rescissione   |
| C                | Francesco Vassallo     |                     | svincolato    |
| A                | Mauro Bollino          | Foggia              | definitivo    |
| A                | Eric Lanini            | Entella             | prestito      |
| A                | Agon Mehmeti           |                     | rescissione   |
| A                | Umberto Nappello       |                     | rescissione   |
| A                | Sebastián Sosa Sánchez | Empoli              | definitivo    |
| A                | Gabriele Zerbo         | Feralpisalò         | definitivo    |

Salvatore Aronica ha rescisso il contratto con la società il 4 dicembre 2014.

### Sessione invernale(dal 5/1/2015 al 2/2/2015)
| Acquisti         | Acquisti             | Acquisti      | Acquisti      |
| R.               | Nome                 | da            | Modalità      |
| ---------------- | -------------------- | ------------- | ------------- |
| D                | Danilo Ortíz         | Cerro Porteño | prestito      |
| D                | Andrea Rispoli       | Parma         | prestito      |
| C                | Mato Jajalo          |               | svincolato    |
| Altre operazioni |                      |               |               |
| R.               | Nome                 | a             | Modalità      |
| C                | Davide Petermann     | Südtirol      | fine prestito |
| C                | Carlos Embalo        | Carpi         | fine prestito |
| C                | Ignacio Lores Varela | Vicenza       | fine prestito |
| A                | Cephas Malele        | Entella       | fine prestito |

| Cessioni         | Cessioni             | Cessioni  | Cessioni      |
| R.               | Nome                 | a         | Modalità      |
| ---------------- | -------------------- | --------- | ------------- |
| D                | Souleymane Bamba     | Leeds Utd | prestito      |
| D                | Zouhair Feddal       | Parma     | fine prestito |
| D                | Ezequiel Muñoz       | Sampdoria | prestito      |
| D                | Eros Pisano          | Verona    | prestito      |
| C                | Granddi N'Goyi       | Leeds Utd | prestito      |
| Altre operazioni |                      |           |               |
| R.               | Nome                 | a         | Modalità      |
| D                | Stefano Cerniglia    |           | rescissione   |
| C                | Carlos Embalo        | Lecce     | prestito      |
| C                | Davide Petermann     | Torres    | prestito      |
| C                | Roger Rojas          |           | rescissione   |
| C                | Ignacio Lores Varela | Varese    | prestito      |
| A                | Cephas Malele        | Trapani   | prestito      |

## Risultati

### Serie A

#### Girone di andata
| Arbitro: | Tommasi (Bassano del Grappa) |

|           |           |                   |
| Dybala 7’ | Marcatori | 90+1’ Gastaldello |

| Arbitro: | Rocchi (Firenze) |

|                                   |           |             |
| Toni 41’ (rig.) Pisano 78’ (aut.) | Marcatori | 18’ Vázquez |

| Arbitro: | Valeri (Roma) |

|            |           |             |
| Vázquez 3’ | Marcatori | 41’ Kovačić |

| Arbitro: | Doveri (Roma) |

|                                        |           |                              |
| Koulibaly 2’ Zapata 11’ Callejón 45+1’ | Marcatori | 16’, 61’ Belotti 24’ Vázquez |

| Arbitro: | Di Bello (Brindisi) |

|  |           |                                     |
|  | Marcatori | 45’, 75’, 83’ Đorđević 90+2’ Parolo |

| Arbitro: | Rizzoli (Bologna) |

|                                          |           |  |
| Maccarone 4’ Tonelli 33’ Pucciarelli 63’ | Marcatori |  |

| Arbitro: | Damato (Barletta) |

|                           |           |                      |
| Dybala 33’ González 90+2’ | Marcatori | 61’ (rig.) Rodríguez |

| Arbitro: | Calvarese (Teramo) |

|                        |           |  |
| Vidal 32’ Llorente 63’ | Marcatori |  |

| Arbitro: | Peruzzo (Schio) |

|            |           |  |
| Rigoni 81’ | Marcatori |  |

| Arbitro: | Gervasoni (Mantova) |

|  |           |                              |
|  | Marcatori | 23’ (aut.) Zapata 26’ Dybala |

| Arbitro: | Doveri (Roma) |

|                   |           |            |
| Dybala 42’ (rig.) | Marcatori | 5’ Théréau |

| Arbitro: | Fabbri (Ravenna) |

|               |           |           |
| Antonelli 30’ | Marcatori | 7’ Dybala |

| Arbitro: | Irrati (Pistoia) |

|                        |           |               |
| Dybala 37’ Barreto 73’ | Marcatori | 40’ Palladino |

| Arbitro: | Giacomelli (Trieste) |

|                       |           |                       |
| Martinez 35’ Glik 63’ | Marcatori | 16’ Rigoni 44’ Dybala |

| Arbitro: | Maresca (Napoli) |

|                         |           |               |
| Rigoni 2’ Belotti 90+3’ | Marcatori | 85’ Pavoletti |

| Arbitro: | Orsato (Schio) |

|                                   |           |                            |
| Denis 40’ (rig.), 76’ Moralez 55’ | Marcatori | 6’ Rigoni 16’, 46’ Vázquez |

| Arbitro: | Peruzzo (Schio) |

|                                                            |           |  |
| Morganella 6’ Muñoz 10’ Dybala 33’ (rig.), 72’ Barreto 85’ | Marcatori |  |

| Arbitro: | Mazzoleni (Bergamo) |

|                                                  |           |                                     |
| Pasqual 20’ Basanta 51’ Cuadrado 64’ Joaquín 74’ | Marcatori | 59’, 61’ Quaison 81’ (rig.) Belotti |

| Arbitro: | Damato (Barletta) |

|           |           |            |
| Dybala 2’ | Marcatori | 54’ Destro |

#### Girone di ritorno
| Arbitro: | Cervellera (Taranto) |

|         |           |             |
| Éder 6’ | Marcatori | 49’ Vázquez |

| Arbitro: | Tommasi (Bassano del Grappa) |

|                        |           |               |
| Dybala 18’ Belotti 79’ | Marcatori | 8’ Tachtsidis |

| Arbitro: | Guida (Torre Annunziata) |

|                            |           |  |
| Guarín 16’ Icardi 65’, 88’ | Marcatori |  |

| Arbitro: | Mazzoleni (Bergamo) |

|                                   |           |                |
| Lazaar 14’ Vázquez 36’ Rigoni 65’ | Marcatori | 82’ Gabbiadini |

| Arbitro: | Di Bello (Brindisi) |

|                        |           |            |
| Mauri 33’ Candreva 78’ | Marcatori | 26’ Dybala |

| Palermo 1º marzo 2015, ore 15:00 CET 25ª giornata | Palermo              | 0 – 0 referto | Empoli | Stadio Renzo Barbera (22.352 spett.)\| Arbitro: \| Cervellera (Taranto) \| |
| Arbitro:                                          | Cervellera (Taranto) |               |        |                                                                            |

| Cesena 8 marzo 2015, ore 12:30 CET 26ª giornata | Cesena          | 0 – 0 referto | Palermo | Orogel Stadium-Dino Manuzzi (15.071 spett.)\| Arbitro: \| Banti (Livorno) \| |
| Arbitro:                                        | Banti (Livorno) |               |         |                                                                              |

| Arbitro: | Guida (Torre Annunziata) |

|  |           |            |
|  | Marcatori | 70’ Morata |

| Arbitro: | Giacomelli (Trieste) |

|              |           |  |
| Paloschi 35’ | Marcatori |  |

| Arbitro: | Doveri (Roma) |

|                   |           |                     |
| Dybala 72’ (rig.) | Marcatori | 37’ Cerci 83’ Ménez |

| Arbitro: | Tommasi (Bassano del Grappa) |

|               |           |                                 |
| Di Natale 81’ | Marcatori | 15’ Lazaar 21’ Rigoni 66’ Čočev |

| Arbitro: | Cervellera (Taranto) |

|               |           |            |
| Čočev 9’, 30’ | Marcatori | 52’ Falque |

| Arbitro: | Di Bello (Brindisi) |

|                     |           |  |
| Nocerino 23’ (rig.) | Marcatori |  |

| Arbitro: | Gervasoni (Mantova) |

|                         |           |                     |
| Vitiello 10’ Rigoni 26’ | Marcatori | 13’ Peres 60’ Lopez |

| Reggio nell'Emilia 2 maggio 2015, ore 20:45 CEST 34ª giornata | Sassuolo        | 0 – 0 referto | Palermo | Mapei Stadium - Città del Tricolore (11.321 spett.)\| Arbitro: \| Pezzuto (Lecce) \| |
| Arbitro:                                                      | Pezzuto (Lecce) |               |         |                                                                                      |

| Arbitro: | Calvarese (Teramo) |

|                        |           |                                            |
| Vazquez 43’ Rigoni 68’ | Marcatori | 6’ Baselli 17’ (aut.) Anđelković 51’ Gómez |

| Arbitro: | Cervellera (Taranto) |

|  |           |            |
|  | Marcatori | 9’ Vázquez |

| Arbitro: | Giacomelli (Trieste) |

|                       |           |                                     |
| Jajalo 26’ Rigoni 69’ | Marcatori | 23’ Ilicic 33’ Gilardino 78’ Alonso |

| Arbitro: | Nasca (Bari) |

|           |           |                                  |
| Totti 85’ | Marcatori | 35’ (rig.) Vazquez 90+4’ Belotti |

### Coppa Italia

#### Turni preliminari
| Arbitro: | Guida (Torre Annunziata) |

|  |           |                                       |
|  | Marcatori | 5’ Ferrari 42’ Beltrame 87’ Schiavone |

## Statistiche

### Statistiche di squadra
| Competizione | Punti | In casa | In casa | In casa | In casa | In casa | In casa | In trasferta | In trasferta | In trasferta | In trasferta | In trasferta | In trasferta | Totale | Totale | Totale | Totale | Totale | Totale |     |
| Competizione | Punti | G       | V       | N       | P       | Gf      | Gs      | G            | V            | N            | P            | Gf           | Gs           | G      | V      | N      | P      | Gf     | Gs     | D.R |
| ------------ | ----- | ------- | ------- | ------- | ------- | ------- | ------- | ------------ | ------------ | ------------ | ------------ | ------------ | ------------ | ------ | ------ | ------ | ------ | ------ | ------ | --- |
| Serie A      | 49    | 19      | 8       | 6       | 5       | 30      | 25      | 19           | 4            | 7            | 8            | 23           | 30           | 38     | 12     | 13     | 13     | 53     | 55     | -2  |
| Coppa Italia |       | 1       | 0       | 0       | 1       | 0       | 3       | 0            | 0            | 0            | 0            | 0            | 0            | 1      | 0      | 0      | 1      | 0      | 3      | -3  |
| Totale       | 49    | 20      | 8       | 6       | 6       | 30      | 28      | 19           | 4            | 7            | 8            | 23           | 30           | 39     | 12     | 13     | 14     | 53     | 58     | -5  |

### Andamento in campionato
| Giornata  | 1 | 2  | 3  | 4  | 5  | 6  | 7  | 8  | 9  | 10 | 11 | 12 | 13 | 14 | 15 | 16 | 17 | 18 | 19 | 20 | 21 | 22 | 23 | 24 | 25 | 26 | 27 | 28 | 29 | 30 | 31 | 32 | 33 | 34 | 35 | 36 | 37 | 38 |
| --------- | - | -- | -- | -- | -- | -- | -- | -- | -- | -- | -- | -- | -- | -- | -- | -- | -- | -- | -- | -- | -- | -- | -- | -- | -- | -- | -- | -- | -- | -- | -- | -- | -- | -- | -- | -- | -- | -- |
| Luogo     | C | T  | C  | T  | C  | T  | C  | T  | C  | T  | C  | T  | C  | T  | C  | T  | C  | T  | C  | T  | C  | T  | C  | T  | C  | T  | C  | T  | C  | T  | C  | T  | C  | T  | C  | T  | C  | T  |
| Risultato | N | P  | N  | N  | P  | P  | V  | P  | V  | V  | N  | N  | V  | N  | V  | N  | V  | P  | N  | N  | V  | P  | V  | P  | N  | N  | P  | P  | P  | V  | V  | P  | N  | N  | P  | V  | P  | V  |
| Posizione | 8 | 14 | 16 | 14 | 19 | 19 | 16 | 18 | 15 | 13 | 12 | 13 | 12 | 11 | 10 | 10 | 8  | 10 | 10 | 8  | 7  | 9  | 8  | 11 | 11 | 11 | 11 | 11 | 11 | 11 | 11 | 11 | 11 | 11 | 11 | 11 | 11 | 11 |

Legenda:

Luogo: C = Casa; T = Trasferta. Risultato: V = Vittoria; N = Pareggio; P = Sconfitta.

## Giovanili

### Organigramma societario[39]
Primavera
Allenatore: Giovanni Bosi
Allievi Nazionali
Allenatore: Giuseppe Scurto
Giovanissimi Nazionali
Allenatore: Salvatore Zammitti
Giovanissimi Regionali
Allenatore: Giuseppe Tumminia
Esordienti
Allenatore: Salvatore Di Fresco
Pulcini
Allenatore: Giuseppe De Luca